# Alice Blair Ring

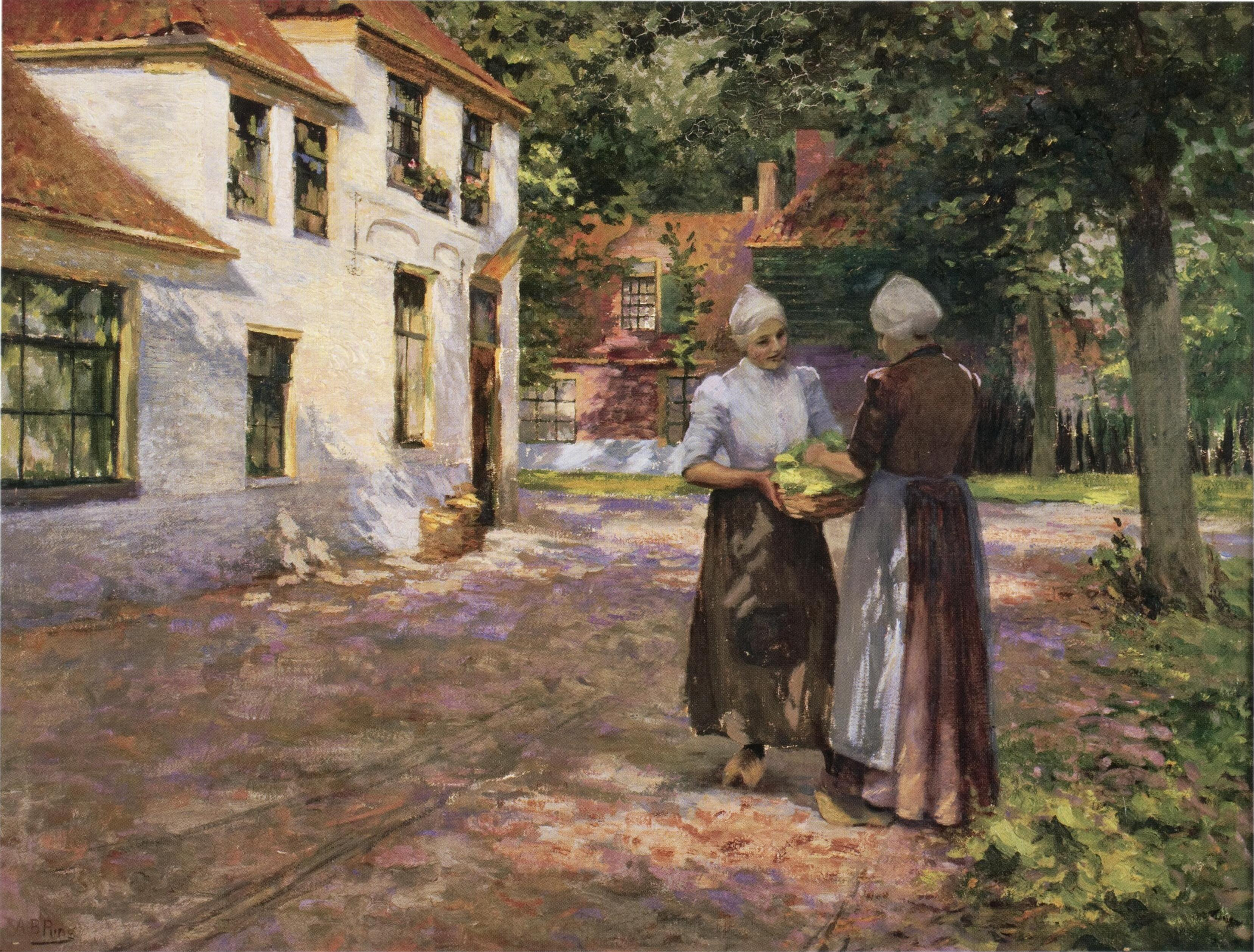
Blair Ring: Zonneschijn in de morgen, Schoolstraat te Egmond met links pension Bult, 1906.

Alice Blair Ring (Knightville, Hampshire County, 4 mei 1869 - Pamona, 17 maart 1947) was een Amerikaans kunstschilderes. Tussen 1900 en 1906 woonde en werkte ze in Nederland en maakte ze deel uit van de Egmondse School.

## Leven en werk
Blair Ring kreeg haar opleiding aan het Oblerlin College in Oberlin, Ohio, de eerste kunstopleiding in Amerika waar ook vrouwen en kleurlingen werden toegelaten. In 1890 reisde ze af naar Europa om haar studies te vervolgen. In de jaren 1890 werkte ze vooral in Parijs, maar maakte ook diverse reizen naar andere Europese landen. In 1900 sloot ze zich aan bij de "Art Summer School" van George Hitchcock in Egmond aan Zee, waar ze verbleef in Pension Bult. Ze schilderde er landschappen en typisch Hollandse taferelen, alsook portretten van de lokale bevolking, in een impressionistische stijl die sterk onder invloed stond van Hitchcock en Gari Melchers.
In 1906 keerde Blair Ring terug naar Amerika en vestigde zich in Pamona, Californië. Daar overleed ze in 1947, 77 jaar oud. Bij testament maakte ze haar bezittingen over aan de plaatselijke kerk, waar diverse van haar werken nog steeds in de gemeenschapsruimte hangen.